# Grone (Adelsgeschlecht)

Wappen derer von Grone

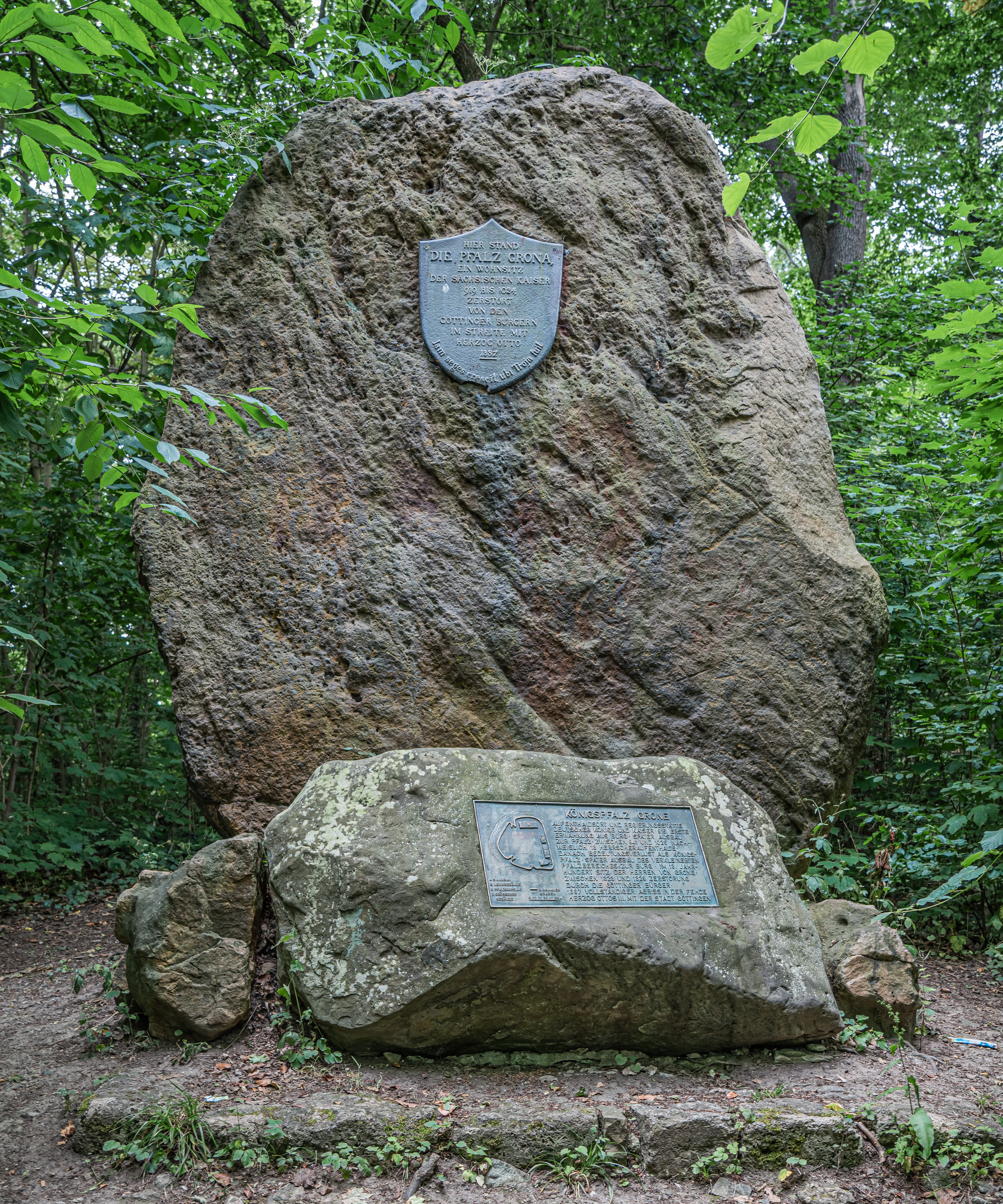
Gedenkstein an der Stelle der früheren Pfalz Grona bei Göttingen

Grone ist der Name eines alten niedersächsischen Adelsgeschlechts, welches seinen Ursprung und Namen von der ehemaligen Pfalzstadt Grone unweit der Stadt Göttingen hat. Nach der Zerstörung der Pfalz am Anfang des 13. Jahrhunderts in den Kämpfen zwischen Heinrich dem Löwen und der Reichsgewalt, wurde die Pfalz vom Reichsministerialgeschlecht von Grone als Burg wieder aufgebaut.
Die Familie ist zu unterscheiden von zwei gleichnamigen, aber wappenverschiedenen und nichtverwandten Adelsgeschlechtern, den westfälischen Grone und den eichsfeldischen Grone.

## Geschichte

### Göttingen
Der Ursprung derer von Grone lässt sich auf die Kaiserpfalz und spätere Stammesburg  Grona herleiten, wo dessen Ahnherr als kaiserlicher Gerichtsgraf eingesetzt war. Das Geschlecht wird 1134 mit Bevo de Grune, regni misterialis erstmals urkundlich erwähnt. Es gibt dennoch schriftliche Berichte, die darauf hindeuten, dass einige von Grone in der Schlacht bei Eresburg oder Stadtberg im Jahr 914 auf Seiten Herzog  Heinrichs I. gegen  Konrad I., den König des Ostfrankenreichs, gekämpft haben sollen.
Ein Güntzel von Grone erscheint im Jahr 1263 urkundlich. Die ununterbrochene Stammreihe beginnt 1270 mit Hermann von Grone („Hermannus advocatus in Grona“), der in der Burg Grone residierte, die im Jahr 1292 von den Göttingern zerstört wurde. Im 14. Jahrhundert war Otto von Grone Bischof in Ratzeburg. Bereits im Jahr 1322 wird er als Domherr genannt.

### Kirchbrak

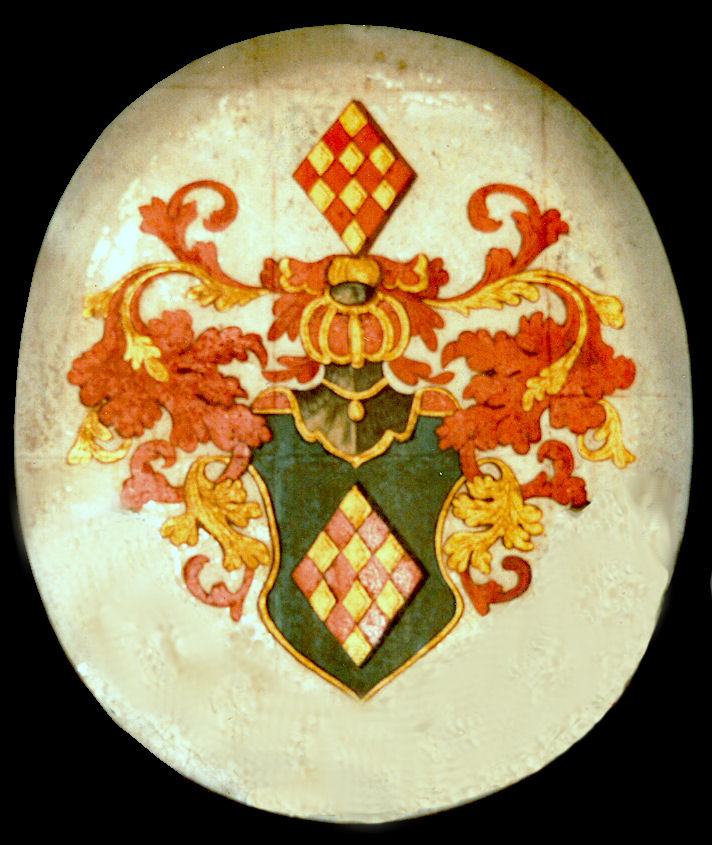
Familienwappen in der St. Michaelskirche in Kirchbrak

Im Jahr 1463 übernahmen die Herren von Grone das Lehen in Kirchbrak, das 1409, nach dem Erlöschen der Territorialherrschaften, an die Herzöge von Braunschweig übergegangen war. Heinrich von Grone nahm im 16. Jahrhundert als Kaiserlicher Rittmeister an sieben Zügen in Ungarn teil und wurde mit 106 Jahren in der Kirche zu Kirchbrak bestattet, wie sein in der Kirche in Stein gehauenes, lebensgroßes Bild besagt. Nach seinem Tod wurde das Gut unter seinen drei Söhnen aufgeteilt. Das Vorwerk in Westerbrak wurde, gegen den Protest des herzoglichen Amtes in Wickensen, im Jahr 1630 zum Rittergut. Das darauf errichtete Herrenhaus wurde Anfang des 19. Jahrhunderts abgerissen, da es durch einen Brand unbewohnbar geworden war. Das heutige Gutshaus war ehemals das Brauhaus des Gutes.
Noch heute ist die Familie in Kirchbrak mit zwei Linien vertreten: eine in Heinrichshagen, nachdem der Hof in Kirchbrak 1963 verkauft wurde, und die andere in Westerbrak. Seit Ende des 15. Jahrhunderts üben die Herren von Grone das Patronatsrecht in der Kirchengemeinde aus.

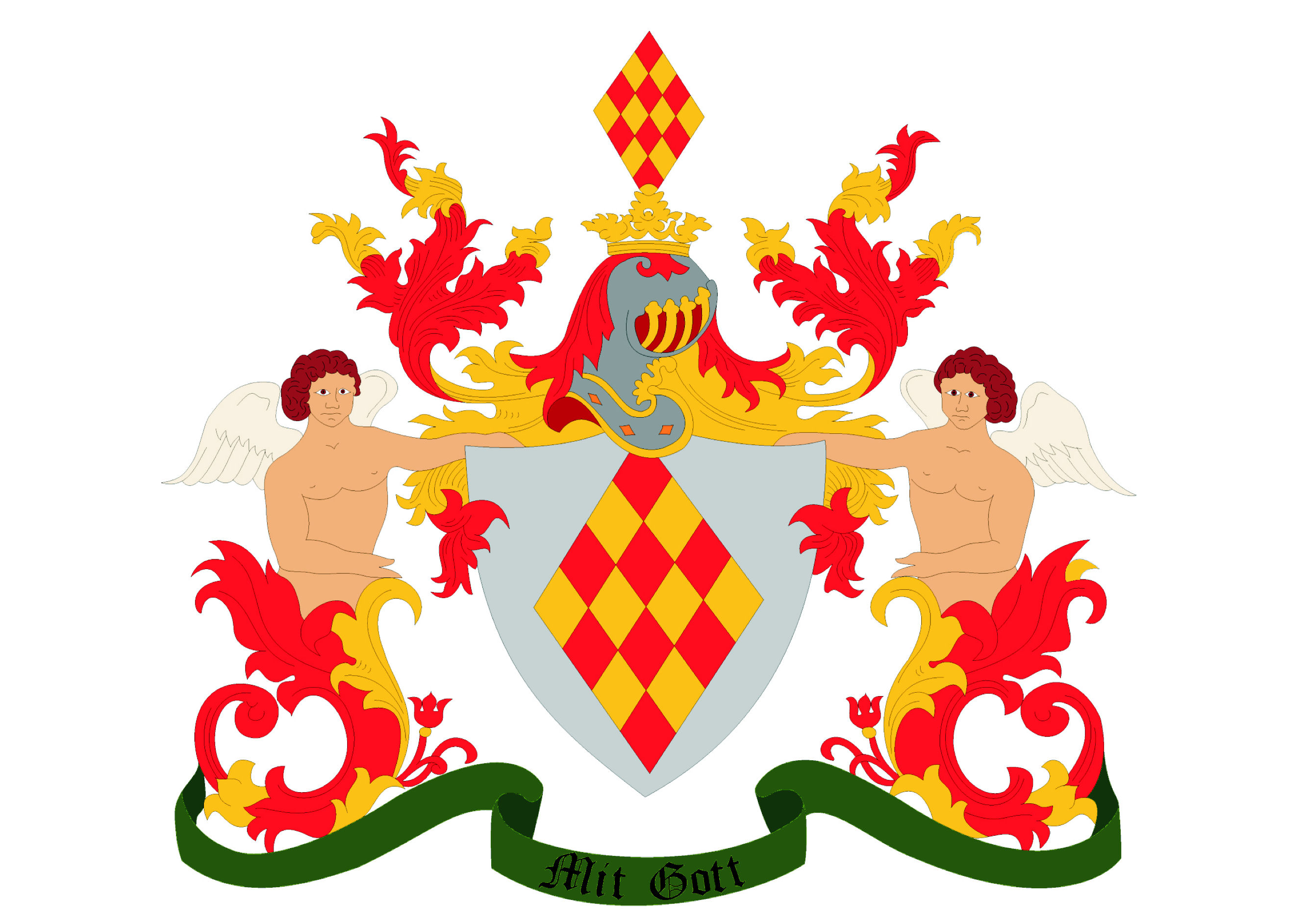
Wappen derer von Grone

## Hannover-Wettbergen
Ähnlich wie die Familie von Johann Friedrich von Hansing wurden auch Mitglieder des Adelsgeschlechtes von Grone in noch heute erhaltenen Metallsärgen in der Gruft der  Johannes-der-Täufer-Kirche im heutigen Hannover-Wettbergen beigesetzt.

## Wappen
Das Wappen zeigt in Silber eine von Rot und Gold zu 16 Plätzen gerautete Wecke (Raute). Auf dem Helm mit rot-goldenen Decken die Raute.
Auf späteren Darstellungen halten zwei Engel mit ausgebreiteten Flügeln links und rechts vom Schild die Krone auf den Helm.

## Bekannte Namensträger
- Otto von Grone (1841–1907), preußischer Generalleutnant, Propst des Stifts Steterburg
- Udo von Grone (1857–1922), Propst des Stifts Steterburg
- Dietrich von Grone (1864–1936), preußischer  Generalmajor
- Hans-Udo von Grone (1886–1968), Herzoglich Braunschweiger Staatsminister, Landmarschall der Braunschweiger Ritterschaft
- Jürgen Alexander von Grone (1887–1978), deutscher Offizier, Ritter des Ordens Pour le Mérite sowie Schriftsteller und Redakteur